# Dalechampia adscendens
Dalechampia adscendens är en törelväxtart som först beskrevs av Johannes Müller Argoviensis, och fick sitt nu gällande namn av Johannes Müller Argoviensis. Dalechampia adscendens ingår i släktet Dalechampia och familjen törelväxter. Inga underarter finns listade i Catalogue of Life.